# 360
360 (CCCLX) fue un año bisiesto comenzado en sábado del calendario juliano, en vigor en aquella fecha.
En el Imperio romano, el año fue nombrado como el del consulado de Constancio y Juliano, o menos comúnmente, como el 1113 Ab urbe condita, adquiriendo su denominación como 360 a principios de la Edad Media, al establecerse el anno Domini.

## Acontecimientos
- Los hunos invaden Europa; pictos y escotos cruzan la muralla de Adriano para atacar el norte de Bretaña.
- El César Juliano es proclamado Augusto por sus tropas en la Galia.
- Se inaugura la iglesia de Santa Sofía.

## Nacimientos
- Juan Casiano, sacerdote, asceta y Padre de la Iglesia.

## Fallecimientos
- Gaudencio de Rimini, religioso cristiano.